# Agnieszka Holland
Agnieszka Holland (Varsóvia, 28 de Novembro de 1948) é uma realizadora e roteirista ou argumentista da Polónia. É mais conhecida por seus filmes Filhos da Guerra (1990) e Na Escuridão (2011), indicado a Melhor Filme Estrangeiro no 84º Oscar.
Em 2017, Agnieszka Holland e Kasia Adamik ganharam o Urso de Prata (Alfred Bauer Prize) por Spoor no Festival Internacional de Cinema de Berlim.

## Filmografia
- Jesus Christ's Sin (Grzech Boga, 1970)
- Evening at Abdon's (Wieczór u Abdona, 1975)
- Pictures from Life: A Girl and Aquarius (Obrazki z życia: dziewczyna i "Akwarius", 1975)
- Sunday Children (Niedzielne dzieci, 1977)
- Screen tests (Zdjęcia próbne, 1976)
- Something for something (Coś za coś, 1977) - TV
- Provincial Actors (Aktorzy prowincjonalni, 1979)
- Fever (Gorączka, 1980)
- A Lonely Woman (Kobieta samotna, 1981)
- Postcards from Paris (1982) - TV
- Interrogation (1982)
- Culture (documentary, 1985)
- Angry Harvest (Bittere Ernte, 1985)
- To Kill a Priest (1988)
- Filhos da Guerra (1990)
- Olivier, Olivier (1992)
- O Jardim Secreto (1993)
- Red Wind (1994) - TV
- Total Eclipse (1995)
- Washington Square (1997)
- The Third Miracle (1999)
- Shot in the Heart (2001) - TV
- Golden Dreams (2001)
- Julie Walking Home (2002)
- Cold Case (2004)
- Copying Beethoven (2006)
- The Wire - TV
  - Episódio 3.08 "Moral Midgetry" (2004)
  - Episódio 4.08 "Corner Boys" (2006)
  - Episódio 5.05 "React Quotes" (2008)
- A Girl Like Me: The Gwen Araujo Story (2006)
- Ekipa (2007)
- Janosik. Prawdziwa historia (2009)
- The Killing - TV 
  - Episódio 1.06 "What You Have Left" (2011)
  - Episódio 1.09 "Undertow" (2011)
  - Episódio 2.01 "Reflections" (2012)
- Treme - TV 
  - Episódio 1.01 "Do You Know What It Means" (2010)
  - Episódio 1.10 "I'll Fly Away" (2010)
  - Episódio 2.10 "That's What Lovers Do" (2011)
  - Episódio 4.05 "...To Miss New Orleans" (2013)
- Na Escuridão (2011)
- Burning Bush (2013) - TV
- Rosemary's Baby (2014) - TV
- House of Cards - TV 
  - Episódio 3.10 "Chapter 36" (2015)
  - Episódio 3.11 "Chapter 37" (2015)
  - Episódio 5.10 "Chapter 62" (2017)
- Spoor (2017)
- The First - TV 
  - Episódio 1.01 "Separation" (2018)
  - Episódio 1.02 "What's Needed" (2018)
- Mr. Jones (2019)
- Charlatan (2020)